# 陟山门街
39°55′33″N 116°23′33″E / 39.9257907°N 116.3924108°E
陟山门街是位于中国北京市西城区东北部的一条大街。

## 简介
陟山门街东起景山西街，西到北海陟山门。该街因陟山门而得名。陟山门是北海的东门。陟，登高之谓也。入陟山门，即为北海的白塔山，故称陟山门。陟山门街，清朝宣统时称“陟山门大街”。中华民国初年简称“陟山门”，后又改回宣统时所称的“陟山门大街”。 1965年定名“陟山门街”。
陟山门街4号，曾经先后住过胡适夫妇、任鸿隽夫妇、余上沅夫妇。